# Prinsenhof de Gand
 (janvier 2016).
Si vous disposez d'ouvrages ou d'articles de référence ou si vous connaissez des sites web de qualité traitant du thème abordé ici, merci de compléter l'article en donnant les références utiles à sa vérifiabilité et en les liant à la section « Notes et références ».

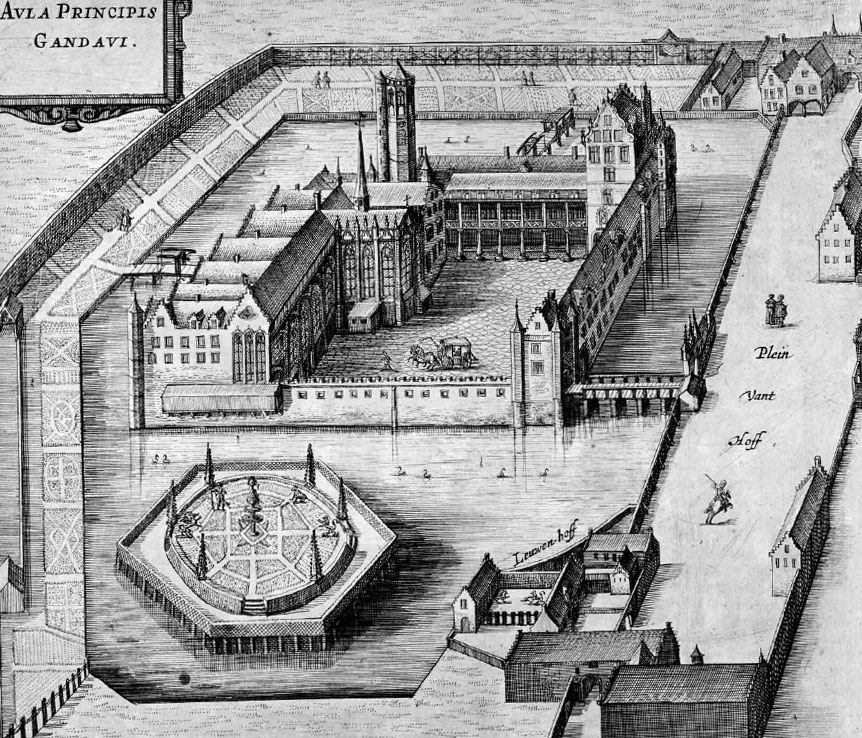
Le Prinsenhof au XVIIe siècle

Le Prinsenhof (littéralement « la cour des princes ») de Gand, en Belgique, était la résidence ordinaire des comtes de Flandre dans cette ville à partir du XVe siècle. Ce nom est l'abréviation de la formule flamande d'origine qui le désignait comme het prinselijke hof ten Walle, la « Cour des princes aux Walles », du nom du quartier à cette époque. Il supplanta alors le Gravensteen, austère forteresse qui ne correspondait plus du tout aux critères de confort de l'époque et ne permettait pas d'accueillir la pléthorique cour des Ducs de Bourgogne. À sa différence, le Prinsenhof comportait de vastes salles bien éclairées, une grande cour, et des jardins. Les premières constructions dataient pourtant du XIIIe siècle, mais la ville et les princes contribuèrent à en faire un palais moderne (pour le XVe siècle) de plus de trois-cents pièces. 
Charles Quint est né au Prinsenhof le 24 février 1500. 

## Histoire
Le Prinsenhof était utilisé par les comtes de Flandres au moins depuis 1366. Le site avait accueilli auparavant la résidence du financier Simon de Mirabello, qui avait été rachetée par le châtelain de Gand, et des chapelles dépendant de l'abbaye Saint-Bavon. On le nommait alors la hof ten Walle. Philippe le Bon, qui connaissait bien cette résidence pour y avoir résidé dans sa jeunesse la fit entièrement reconstruire. Les échevins de Gand participèrent en faisant déplacer le mur d'enceinte de la ville qui passait à proximité pour agrandir les douves de la cour jusqu'à l'ancien fossé de la ville. Comme celui-ci était relié aux canaux, on pouvait désormais venir à la cour en bateau et elle prit à cette époque son allure d'île palatine sur un lac artificiel. Un nouveau mur d'enceinte le protégea à partir de 1499. 
Sur la berge, un petit palais fut construit pour accueillir la ménagerie ducale, et l'on appela vite la « cour des lions » (het Leeuwenhof). Elle était encore en activité au XVIe siècle puisque Charles Quint y fit envoyer en 1535 quatre lions qu'il avait ramené de Tunis.
Le palais servit aux festivités des deux chapitres de l'ordre de la Toison d'or qui se tinrent dans la ville. Au XVIe siècle, il servait alternativement de résidence princière et de prison pour personnages de marque. Pendant les troubles, on y enferma le frère du cardinal de Granvelle et le comte d'Egmont. 
Faute d'emploi au XVIIe siècle, le Prinsenhof fit l'objet de tractations entre les Carmes de la ville qui souhaitaient y installer leur maison et la cour de Bruxelles. Ils finirent par obtenir les bâtiments de la ménagerie en 1649. Abandonnés au XVIIe siècle, les bâtiments furent tour à tour utilisés comme caserne, puis comme haras et même comme raffinerie de sucre. Ce qui en restait fut vendu à la ville en 1776 puis démoli peu à peu. Le nom de Prinsenhof désigne aujourd'hui le quartier de Gand où se trouvait le palais, depuis le Gravensteen, jusqu'au Rabot.

## Structure

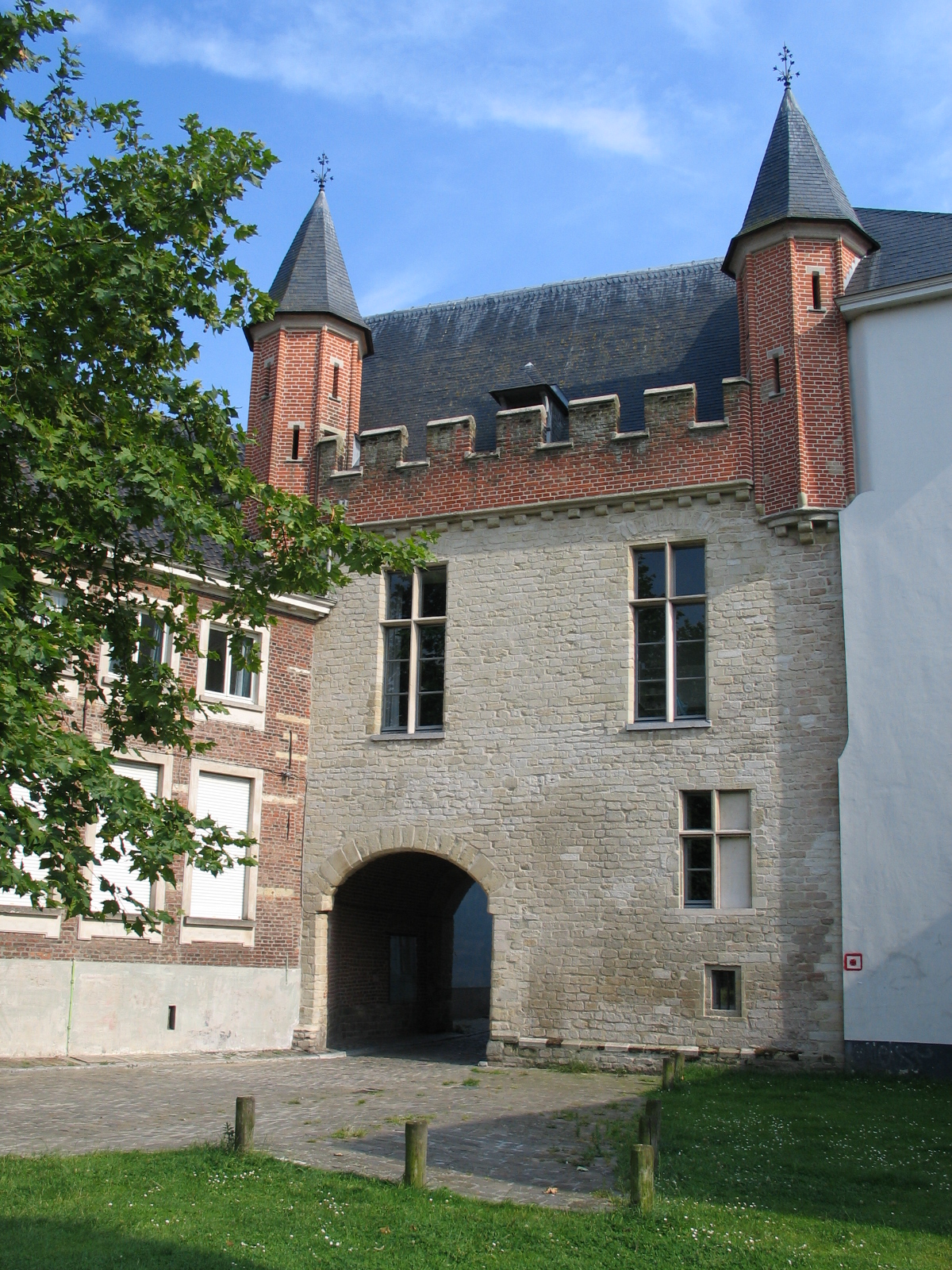
La poterne du Prinsenhof

L'ensemble se présentait sous la forme d'une cour globalement quadrangulaire bordée sur trois côtés par des bâtiments. Un de ces côtés était composé de salles d'apparat, une grande aula et une chapelle palatine, notamment. Deux étages de cuisines et de dépendances s'étalaient derrière l'aula. Au fond de la cour, deux étages de galeries à colonnes bordaient le corps de logis principal. En face, le côté sans constructions s'ouvrait sur de larges douves qui faisaient plus ou moins du complexe une île au milieu d'un lac artificiel. Sur les bords de ce plan d'eau, des premiers jardins furent aménagés, complétés plus tard par un bosquet renaissance créé sur une autre "île" à côté de celle du palais.
Le palais était relié à la berge par plusieurs ponts. Vers le bourg, au nord, le pont se finissait par une poterne à tourelles, appelée het Rabot, érigée en 1489, et qui servait de grande porte. On la voit sur plusieurs représentations de l'époque. C'est le seul vestige survivant aujourd'hui.